# Kolonia Ostrowicka
Kolonia Ostrowicka (en allemand Colonie Österwitt) est un village du sud de la Pologne. Il est situé dans le Voïvodie de Poméranie (depuis 1999).

## Histoire
Les racines du village remontent aux XVIIe et XVIIIe siècles. En 1905 le village comptait 135 habitants. 
En 1939, lors de l' attaque de la Pologne  et de l' occupation allemande, les habitants suivants du village sont assassinés: Edward Chylinski (étudiant), Franciszek Chyla (séminaire), Bernard Gliniecki, Jan Gliniecki, Kazimierz Hallagiera, Leon Materna (invalide), Leon Ordan (cordonnier), Benedikt Sajdowski (étudiant), Bronislaw Smolewski (Stutthof) et Wodkowski. En décembre 1939, un groupe local du NSDAP est fondé sous la direction d'E. von Kries. 
Le 19 février 1945, les troupes soviétiques entrent dans le village. 
En octobre 1943, la commune de Kolonia Ostrowicka avait une superficie de 2 948 hectares et comptait 3401 habitants.
En 2006, Kolonia Ostrowicka comptait 620 habitants.